# Misumena ganpatii
Misumena ganpatii är en spindelart som beskrevs av Gorti Raghawa Raghava Kumari och Mittal 1994. Misumena ganpatii ingår i släktet Misumena och familjen krabbspindlar. Inga underarter finns listade i Catalogue of Life.